# Pseudionella markhami
Pseudionella markhami is een pissebed uit de familie Bopyridae. De wetenschappelijke naam van de soort is voor het eerst geldig gepubliceerd in 1978 door Adkison & Heard.